# Ил Тарало (Пескара)
Ил Тарало (итал. Il Tarallo) је насеље у Италији у округу Пескара, региону Абруцо.
Према процени из 2011. у насељу је живело 63 становника. Насеље се налази на надморској висини од 294 м.